# 1MV

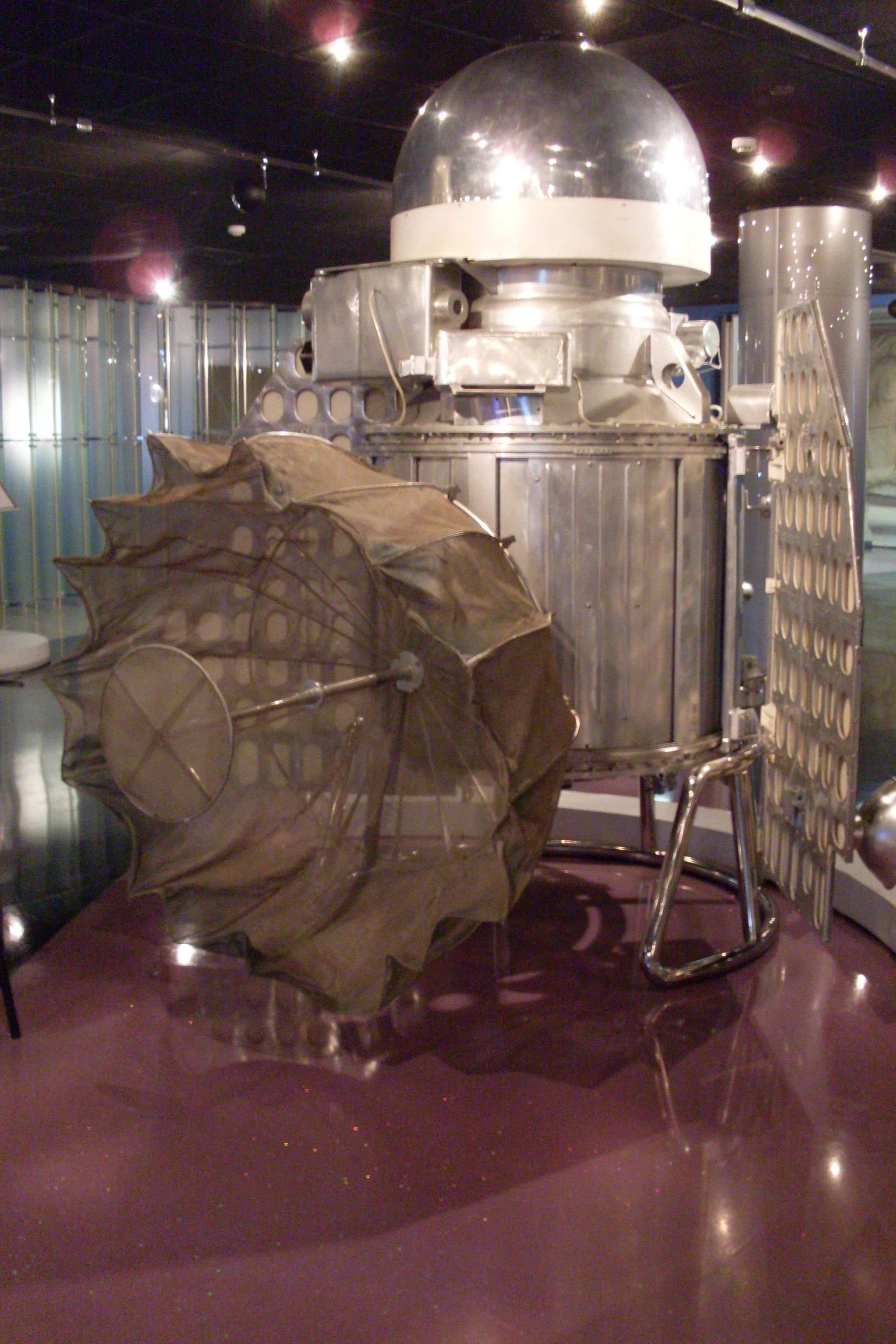
1VA 型探测器

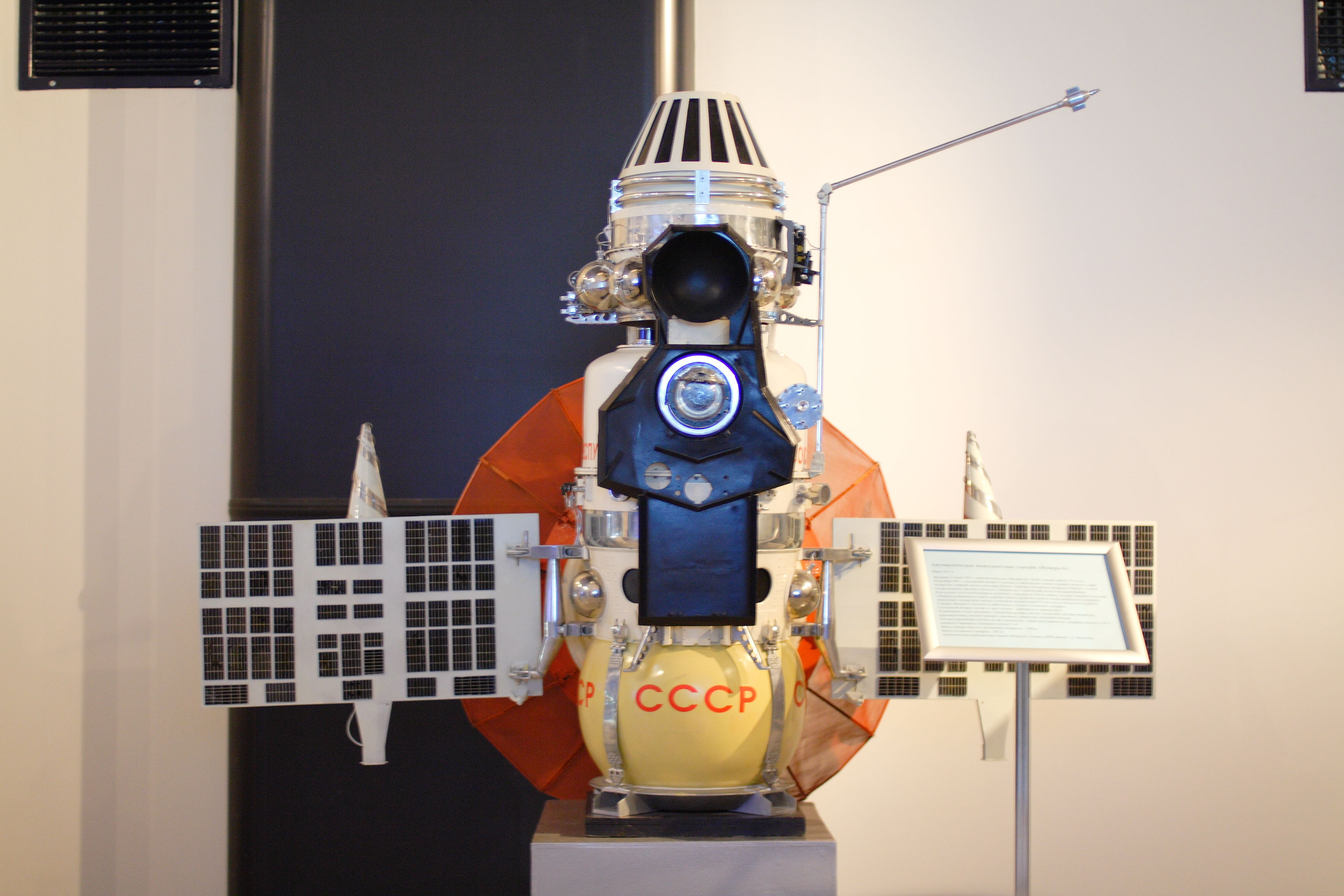
1V V-67 型探测器

1MV行星探测器（第一代火星-金星的缩写）是早期苏联设计的一种通用型无人火星和金星探测器。苏联太空计划的标准做法是尽可能多地使用标准化组件，所有探测器都具有相同的一般特征，只是在具体任务所需的设备上有所不同。具体到每一艘探测器还根据前期任务的经验作出一定的改进。
该型探测器后来被2MV系列所替代。

## 变型
- 火星 1M:火星探测器1M s/n 1号(失败)、 火星探测器1M s/n号(失败)
- 金星1VA: 斯普特尼克7号 (1VA No.1)、 金星1号 (1VA s/n 2，斯普特尼克8号)
- 金星1V (V-67): 金星4号 (1V (V-67) s/n 310)，宇宙167号 (1V (V-67) s/n 311)[2]

## 另请参阅
- 苏联太空计划
- 金星计划